# Io, Chiara e lo Scuro
Pour plus de détails, voir Fiche technique et Distribution.
Io, Chiara e lo Scuro est un film italien réalisé par Maurizio Ponzi, sorti en 1983.

## Fiche technique
- Titre : Io, Chiara e lo Scuro
- Réalisation : Maurizio Ponzi
- Scénario : Maurizio Ponzi, Francesco Nuti, Franco Ferrini et Enrico Oldoini
- Photographie : Carlo Cerchio
- Montage : Sergio Montanari
- Pays d'origine : Italie
- Genre : comédie
- Date de sortie : 1983

## Distribution
- Francesco Nuti : Francesco 'Toscano'
- Giuliana De Sio : Chiara
- Marcello Lotti : Scuro
- Antonio Petrocelli : Mancino
- Novello Novelli : Merlo